# Papilio moerneri
Papilio moerneri је врста лептира из породице једрилаца (лат. Papilionidae). 

## Распрострањење
Папуа Нова Гвинеја је једино познато природно станиште врсте.

## Станиште
Врста Papilio moerneri има станиште на копну.

## Угроженост
Ова врста се сматра угроженом.